# Gabrje pod Limbarsko Goro
Gabrje pod Limbarsko Goro je naselje v Občini Moravče.